# 1. divisjon 1961/62
Die Saison 1961/62 war die 23. Spielzeit der 1. divisjon, der höchsten norwegischen Eishockeyspielklasse. Meister wurde zum insgesamt zweiten Mal in der Vereinsgeschichte Vålerenga Ishockey. Hasle stieg in die zweite Liga ab.

## Modus
In der Hauptrunde absolvierte jede der acht Mannschaften insgesamt 14 Spiele. Der Erstplatzierte der Hauptrunde wurde Meister, der Letztplatzierte stieg in die zweite Liga ab. Für einen Sieg erhielt jede Mannschaft zwei Punkte, bei einem Unentschieden gab es einen Punkt und bei einer Niederlage null Punkte.

## Hauptrunde
Tabelle
|    | Klub                       | Sp | S  | U | N  | Tore  | Punkte |
| -- | -------------------------- | -- | -- | - | -- | ----- | ------ |
| 1. | Vålerenga Ishockey         | 14 | 12 | 0 | 2  | 78:23 | 24     |
| 2. | Tigrene                    | 14 | 11 | 0 | 3  | 82:26 | 22     |
| 3. | Gamlebyen                  | 14 | 9  | 0 | 5  | 65:38 | 18     |
| 4. | Allianseidrettslaget Skeid | 14 | 9  | 0 | 5  | 77:52 | 18     |
| 5. | Rosenhoff IL               | 14 | 6  | 0 | 8  | 57:78 | 12     |
| 6. | Furuset Ishockey           | 14 | 4  | 0 | 10 | 47:70 | 8      |
| 7. | Sinsen IF                  | 14 | 3  | 0 | 11 | 43:94 | 6      |
| 8. | Hasle                      | 14 | 2  | 0 | 12 | 31:98 | 4      |

Sp = Spiele, S = Siege, U = unentschieden, N = Niederlagen, OTS = Overtime-Siege, OTN = Overtime-Niederlage, SOS = Penalty-Siege, SON = Penalty-Niederlage